# 九龍巴士17線
九龍巴士17線是香港九龍的一條巴士路線，來往觀塘（裕民坊）及何文田（愛民邨），途經牛頭角、九龍灣、新蒲崗、九龍城、馬頭圍等地方。

## 歷史
- 1975年10月1日：本線投入服務[1]，往返觀塘（裕民坊）及愛民，並途經常盛街，以取代16線於何文田的服務。
- 1982年7月24日：遷往新落成的觀塘（月華街）巴士總站，以舒緩觀塘（裕民坊）巴士總站的擠迫情況。
- 1989年10月10日：引入高載客量的三軸巴士行走。同日起，因為常富街的路面限制，來回程不再繞經該處。
- 1990年6月15日：由於何文田邨居民強烈不滿本線不繞經何文田邨內，所以來回程恢復駛經常富街，同時亦恢復以兩軸巴士行走。
- 1999年8月16日：加開空調特別班次217P，以提升服務質素及載客量，但袛在平日繁忙時間提供服務，走線與本線大致相同。但由於217P線使用的11米空調巴士過長，所以不駛經常富街。
- 2002年4月26日：本線改為全線空調服務，217P線於同日起取消。
- 2003年6月29日：新何文田巴士總站啟用，常富街亦不能通往常盛街。本線往觀塘方向途經新總站；往愛民方向不再駛經常富街，改於何文田邨景文樓設站。
- 2009年8月9日：配合觀塘市中心重建項目，由觀塘（月華街）巴士總站遷回觀塘（裕民坊）巴士總站。
- 2014年11月30日：為配合現有的觀塘（裕民坊）巴士總站永久關閉，本線遷往設於同仁街及裕民坊交界的臨時巴士總站，同時取消往愛民方向的裕民坊分站。
- 2015年9月5日：增設到站時間預報。[2]
- 2017年7月18日：因應清拆橫跨太子道東的K9高架道路，往觀塘方向的采頤花園站臨時遷移至景泰街站位置，該站於同年十月底改稱景泰街。
- 2019年3月1日：因應太子道東近景泰苑進行道路工程，往觀塘方向「景泰街」站再臨時遷至近彩虹邨的「采頤花園」站。[3][4]
- 2021年4月2日：本線總站由觀塘（裕民坊）遷往裕民坊公共運輸交匯處。
- 2021年7月1日：往觀塘方向「采頤花園」站移至四美街與太子道東交界的原位置。[5]

## 服務時間及班次
| 觀塘（裕民坊）開 | 觀塘（裕民坊）開 | 觀塘（裕民坊）開 | 愛民開           | 愛民開      | 愛民開       |
| 日期             | 服務時間         | 班次（分鐘）     | 日期             | 服務時間    | 班次（分鐘） |
| ---------------- | ---------------- | ---------------- | ---------------- | ----------- | ------------ |
| 星期一至五       | 06:00-06:50      | 10               | 星期一至五       | 05:45-06:45 | 12           |
| 星期一至五       | 06:50-08:36      | 5-7              | 星期一至五       | 06:45-08:45 | 7/8          |
| 星期一至五       | 08:36-09:06      | 10               | 星期一至五       | 08:45-09:45 | 10           |
| 星期一至五       | 09:06-16:30      | 12               | 星期一至五       | 09:45-10:30 | 15           |
| 星期一至五       | 16:30-17:30      | 10               | 星期一至五       | 10:30-15:07 | 12/13        |
| 星期一至五       | 17:30-18:00      | 7/8              | 星期一至五       | 15:07-17:00 | 6-8          |
| 星期一至五       | 18:00-18:20      | 5                | 星期一至五       | 17:00-18:00 | 10           |
| 星期一至五       | 18:20-18:56      | 9                | 星期一至五       | 18:00-19:00 | 12           |
| 星期一至五       | 18:56-19:46      | 10               | 星期一至五       | 19:00-21:30 | 15           |
| 星期一至五       | 19:46-22:10      | 12               | 星期一至五       | 21:30-00:10 | 20           |
| 星期一至五       | 22:10-00:10      | 20               |                  |             |              |
| 星期六           | 06:00-09:00      | 15               | 星期六           | 05:45-09:00 | 15           |
| 星期六           | 09:00-18:00      | 12               | 星期六           | 09:00-18:00 | 12           |
| 星期六           | 18:00-23:30      | 15               | 星期六           | 18:00-23:30 | 15           |
| 星期六           | 23:30-00:10      | 20               | 星期六           | 23:30-00:10 | 20           |
| 星期日及公眾假期 | 06:00-08:00      | 20               | 星期日及公眾假期 | 05:45-06:45 | 20           |
| 星期日及公眾假期 | 08:00-17:00      | 15               | 星期日及公眾假期 | 06:45-19:30 | 15           |
| 星期日及公眾假期 | 17:00-19:00      | 12               | 星期日及公眾假期 | 19:30-00:10 | 20           |
| 星期日及公眾假期 | 19:00-21:30      | 15               |                  |             |              |
| 星期日及公眾假期 | 21:30-00:10      | 20               |                  |             |              |

特別班次
- 星期一至五上課日：
  - 九龍灣站 → 愛民：07:00、07:10、07:15、07:20
  - 麗晶花園 → 愛民：07:10

特別班次星期六、日、學校假期及公眾假期不設服務

## 收費
全程：$6.4
| - 本線設有12歲以下小童及65歲或以上長者半價優惠。 - 65歲或以上香港居民使用「樂悠咭」，以及12歲以下合資格殘疾兒童使用「殘疾人士身份」個人八達通繳付車資，均可享有每程$2.0或半價（以較低者為準）的票價優惠；12至64歲合資格殘疾人士使用「殘疾人士身份」個人八達通（包括「樂悠咭」），以及60至64歲香港居民使用「樂悠咭」繳付車資，均可享有每程$2.0或全費（以較低者為準）的票價優惠。 - 65歲或以上長者如使用長者或一般個人八達通繳付車資，則只可享有半價優惠；12至64歲合資格殘疾人士如不使用「殘疾人士身份」個人八達通，以及60至64歲人士如不使用「樂悠咭」繳付車資，必須繳付全費。 - 乘客可以現金或八達通於上車時付款，不設找續。 - 每位成人乘客可免費攜帶最多兩名4歲以下而不佔座位的兒童乘客乘車，超額之4歲以下小童必須繳付小童車費乘車。 - 持有「九巴月票」之乘客在車票有效期內，每日可享最多10程任何九龍巴士及龍運巴士路線（包括本路線，以及聯營路線的九龍巴士／龍運巴士提供的班次；惟乘搭機場「A」及「NA」線則可享原價二七折優惠（不會計算每天10次合資格車程））；而B1線則每日可享最多各2程（不會計算每天10次合資格車程）。 - 九龍巴士、城巴、龍運巴士及陽光巴士全職員工及家屬（不包括外判職員）可免費乘搭本路線，惟必須拍職員或職員家屬八達通。 - 乘客亦可透過多元化電子支付系統（e度嘟）繳付車資，包括使用非接觸式VISA卡、JCB卡、萬事達卡、銀聯卡、美國運通、大來國際、Discover Card、Apple Pay、Google Pay、Samsung Pay、AlipayHK「易乘碼」、支付寶、WeChatHK／微信支付「搭車碼」、銀聯雲閃付「乘車碼」及BOC Pay「乘車碼」。乘客使用此付款方式，使用此支付方式的乘客可享有中途下車之分段收費，以及與其他九巴／龍運獨營路線或聯營線九巴／龍運班次之轉乘優惠，惟不適用於與非九巴／龍運路線之轉乘優惠，亦不能享有「公共交通費用補貼計劃」及「長者及合資格殘疾人士公共交通票價優惠計劃」。 |

### 八達通轉乘優惠
乘客登上本線後150分鐘時間內以同一張八達通卡轉乘以下路線，或從以下路線登車後150分鐘內以同一張八達通卡轉乘本線，次程可獲$4.2折扣優惠：
- 17往觀塘（裕民坊） → 85、85A或85X往沙田、98、98A或296A往將軍澳
- 85、85A、85B往九龍城碼頭、85X/S往紅磡碼頭、98、98A或296A往牛頭角站 → 17往愛民

## 使用車輛
現時本線使用13輛Enviro500 MMC 12米（ATENU）行走本線。
| 車隊編號 | 車牌   |
| -------- | ------ |
| ATENU366 | TC4981 |
| ATENU373 | TC7001 |
| ATENU384 | TC8709 |
| ATENU488 | TH9969 |
| ATENU501 | TJ9460 |
| ATENU502 | TJ9552 |
| ATENU521 | TK4304 |
| ATENU527 | TK7196 |
| ATENU538 | TL2097 |
| ATENU542 | TL 872 |
| ATENU724 | TR7792 |
| ATENU742 | TS2487 |
| ATENU754 | TS6009 |

## 行車路線

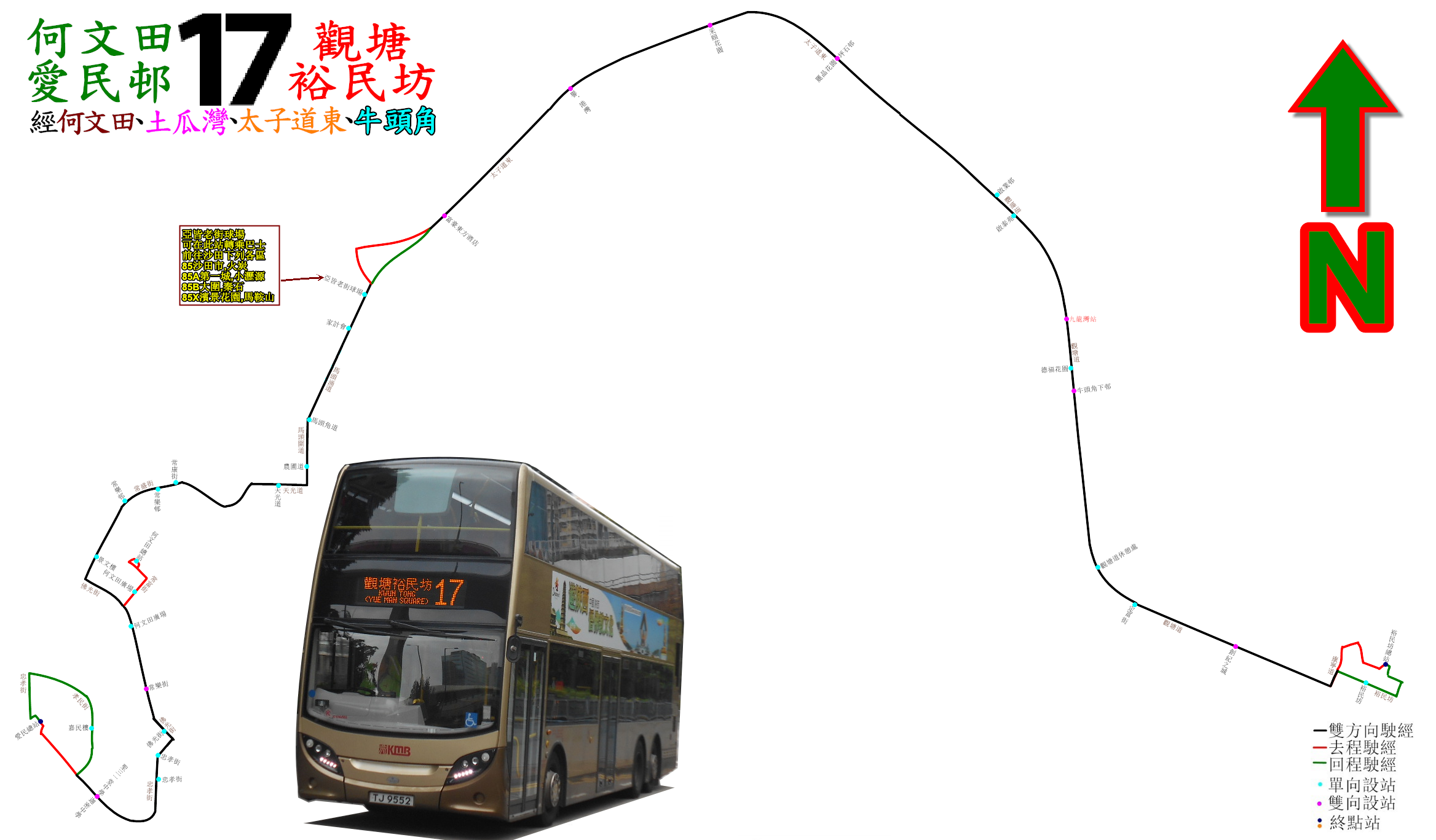
17路線的走線圖

觀塘（裕民坊）開經：物華街、康寧道、觀塘道、太子道東、太子道西、馬頭涌道、馬頭圍道、天光道、常盛街、佛光街、忠孝街、孝民街及忠孝街。
愛民開經：忠孝街、佛光街、常富街、何文田邨公共運輸交匯處、常富街、佛光街、常盛街、天光道、馬頭圍道、馬頭涌道、太子道西、太子道東、觀塘道、康寧道及物華街。

### 沿線車站
| 觀塘（裕民坊）開 | 觀塘（裕民坊）開                 | 觀塘（裕民坊）開       | 愛民開 | 愛民開                           | 愛民開                 |
| 序號             | 車站名稱                         | 位置                   | 序號   | 車站名稱                         | 位置                   |
| ---------------- | -------------------------------- | ---------------------- | ------ | -------------------------------- | ---------------------- |
| 1                | 觀塘（裕民坊）巴士總站           | 裕民坊公共運輸交匯處   | 1      | 愛民巴士總站                     | 愛民巴士總站           |
| 2                | 觀塘轉車站－創紀之城（B7）       | 觀塘道                 | 2      | 聖三一堂中學                     | 忠孝街                 |
| 3                | 定富街                           | 觀塘道                 | 3      | 忠孝街                           | 忠孝街                 |
| 4                | 牛頭角下邨                       | 觀塘道                 | 4      | 佛光街                           | 佛光街                 |
| 5                | 德福花園                         | 觀塘道                 | 5      | 常樂街冠暉苑                     | 佛光街                 |
| 6#               | 九龍灣站                         | 觀塘道                 | 6      | 何文田廣場                       | 常富街                 |
| 7                | 啟泰苑                           | 觀塘道                 | 7      | 何文田邨                         | 何文田邨公共運輸交匯處 |
| 8#               | 麗晶花園                         | 太子道東               | 8      | 常樂邨                           | 常盛街                 |
| 9                | 采頤花園                         | 太子道東               | 9      | 常康街                           | 常盛街                 |
| 10               | 譽·港灣                          | 太子道東               | 10     | 農圃道                           | 馬頭圍道               |
| 11               | 九龍城轉車站－富豪東方酒店（B3） | 太子道西               | 11     | 馬頭角道                         | 馬頭涌道               |
| 12               | 馬頭角道                         | 馬頭涌道               | 12     | 亞皆老街球場                     | 馬頭涌道               |
| 13               | 天光道                           | 天光道                 | 13     | 九龍城轉車站－富豪東方酒店（A7） | 太子道東               |
| 14               | 常樂邨                           | 常盛街                 | 14     | 譽·港灣                          | 太子道東               |
| 15               | 何文田邨景文樓                   | 常盛街                 | 15     | 采頤花園                         | 太子道東               |
| 16               | 何文田廣場                       | 佛光街                 | 16     | 坪石邨                           | 太子道東               |
| 17               | 常樂街冠暉苑                     | 佛光街                 | 17     | 啟業邨                           | 觀塘道                 |
| 18               | 何文田站                         | 何文田站公共運輸交匯處 | 18     | 九龍灣站（東九文化中心）         | 觀塘道                 |
| 19               | 迦密中學                         | 忠孝街                 | 19     | 牛頭角下邨                       | 觀塘道                 |
| 20               | 愛民邨嘉民樓                     | 孝民街                 | 20     | 觀塘道休憩處                     | 觀塘道                 |
| 21               | 愛民巴士總站                     | 愛民巴士總站           | 21     | 創紀之城（U4）                   | 觀塘道                 |
|                  |                                  |                        | 22     | 觀塘（裕民坊）巴士總站           | 裕民坊公共運輸交匯處   |

帶#者為特別班次之起點。

## 客量
17線是來往何文田及九龍東的唯一直達巴士路線，加上途經多個學校區，因此客量甚高。

## 外部連結
- 九巴17線 （页面存档备份，存于）
- 九巴17線詳細時間表 （页面存档备份，存于）